# Wiyot-Massaker von 1860
Beim Wiyot-Massaker von 1860 oder Massaker von Indian Island wurden am 26. Februar 1860 zwischen 80 und 250 Indianer vom Stamm der Wiyot von weißen Siedlern ermordet. Das Massaker ereignete sich bei Tuluwat (auch Duluwat oder Tolowot) in der Nähe von Eureka im Humboldt County, Kalifornien, auf der gleichnamigen Insel, früher auch bekannt als Indian Island oder Gunther Island.

## Massaker

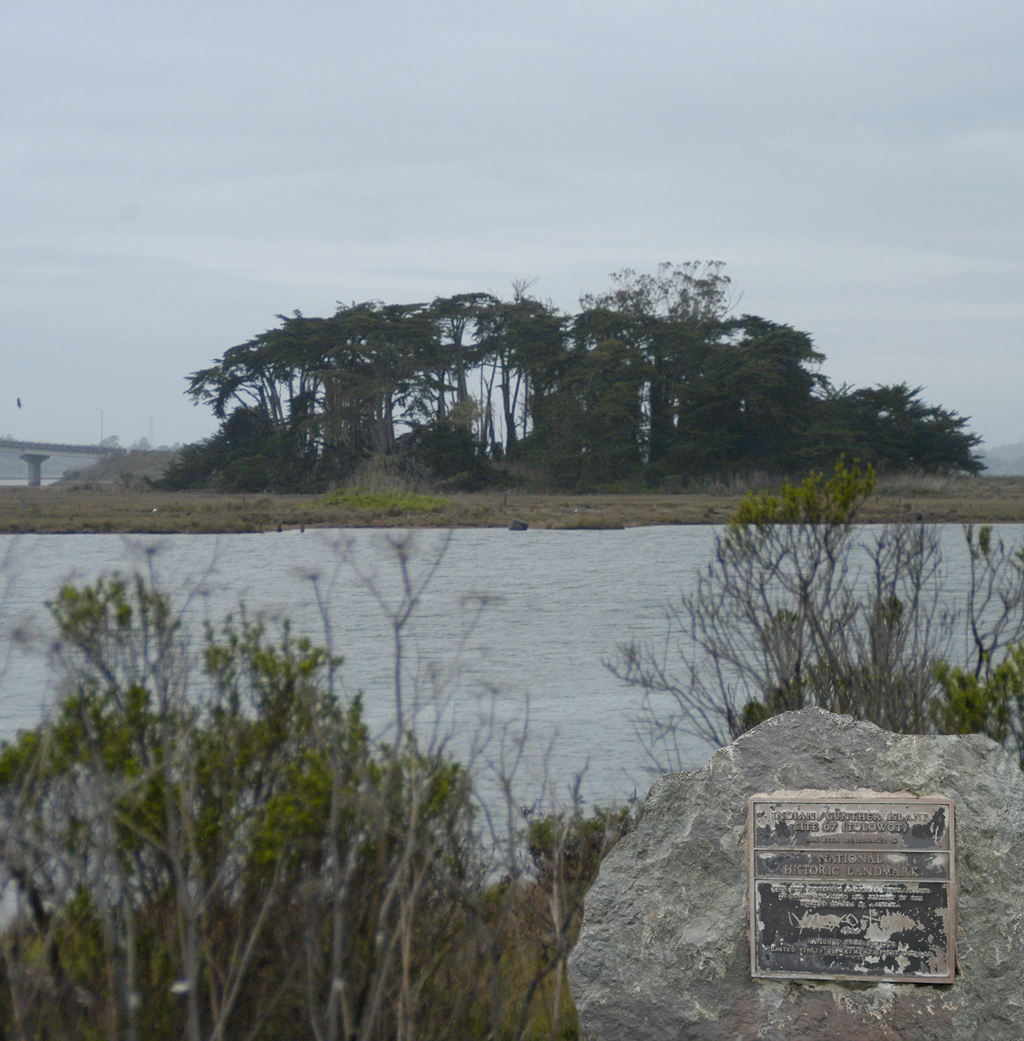
Indian Island, im Vordergrund Kennzeichnung mit Hinweisschild als National Historic Landmark, Aufnahme 2011

Bereits seit dem kalifornischen Goldrausch mehr als zehn Jahre vor dem Massaker hatten sich Siedler im Gebiet niedergelassen. Die Wiyot waren ein friedlicher Stamm, der nie Kämpfe mit weißen Siedlern austrug und keinen Anlass hatte, einen Angriff zu erwarten.
Um nicht die Aufmerksamkeit der Einwohnerschaft von Eureka zu erregen, sollen die Angreifer hauptsächlich Hacken, Keulen und Messer als Waffen benutzt haben. Im Gegensatz zu einer verbreiteten Annahme wurden jedoch auch Schusswaffen verwendet, um die Indianer zu ermorden, so Jack Norton Sr. in seinem Buch Genocide in Northwestern California: When Our Worlds Cried. Laut Norton haben einige Einwohner von Eureka berichtet, dass sie in dieser Nacht mehrere Schüsse hörten, aber nicht viele von ihnen wussten von den völkermörderischen Taten. Nach Schätzungen der Wiyot wurden zwischen 80 und 250 Männer, Frauen und Kinder der Wiyot ermordet. Da die meisten erwachsenen und kräftigen Männer zum Zeitpunkt des Massakers unterwegs waren, um Vorräte für eine Welt-Erneuerungszeremonie zur Feier des neuen Jahres zu sammeln, sollen fast alle ermordeten Männer der Wiyot in höherem Alter gestanden haben, was mit ein Grund für die fehlende Fähigkeit zur Verteidigung war. Es gab nur wenige Überlebende.
Die Lokalzeitung von Uniontown (heute Arcata), der Northern Californian, beschrieb den Vorfall so:

“Blood stood in pools on all sides; the walls of the huts were stained and the grass colored red. Lying around were dead bodies of both sexes and all ages from the old man to the infant at the breast. Some had their heads split in twain by axes, others beaten into jelly with clubs, others pierced or cut to pieces with bowie knives. Some struck down as they mired; others had almost reached the water when overtaken and butchered.”

„Blut hatte sich überall in Pfützen gesammelt; die Wände der Hütten waren befleckt und das Gras rot gefärbt. Leichen beiderlei Geschlechts und aller Altersgruppen lagen herum, vom alten Mann bis zum Säugling. Manchen waren die Köpfe mit Äxten gespalten worden, andere wurden mit Keulen zu Brei geschlagen, wieder andere mit Bowiemessern durchbohrt oder in Stücke geschnitten. Manche wurden erschlagen, als sie im Morast feststeckten; andere hatten fast das Wasser erreicht, als sie eingeholt und niedergemetzelt wurden.“

Das Massaker von Tuluwat gehörte zu einer koordinierten Attacke auf Wiyot-Siedlungen rund um die Humboldt Bay, einschließlich eines Lagers am Eel River. Obwohl die Attacke in Zeitungen außerhalb des Humboldt County scharf verurteilt wurde, wurde keiner der Täter je bestraft. Ein Schriftsteller im nahegelegenen Union Town, der damals noch unbekannte Bret Harte, griff die Mörder in seinen Veröffentlichungen an und musste die Gegend bald darauf verlassen, da er mit dem Tode bedroht wurde. Verschiedene Einheimische schrieben Leserbriefe an die Zeitungen von San Francisco, in denen sie die Attacken verurteilten und Verdächtige nannten.

## Untersuchung
Die Motive für das Massaker wurden nie ganz klar. Der örtliche Sheriff, Barrant Van Ness, schrieb einige Tage nach dem Massaker im San Francisco Bulletin, dass das Motiv Rache für Viehdiebstahl gewesen sei. Rancher in den landeinwärts gelegenen Tälern behaupteten, dass im Laufe des Vorjahres ein Achtel ihres Viehs von Indianern gestohlen oder geschlachtet worden sei und dass ein Rancher, James C. Ellison, bei der Verfolgung möglicher Viehdiebe im Mai 1859 getötet worden sei. Das Gebiet, in dem sich die Ranches befanden, war jedoch vom Stamm der Nongatl bewohnt, nicht von den Wiyot, so dass die Opfer des Massakers mit dem Viehdiebstahl in keinem Zusammenhang gestanden hätten. Van Ness schloss sein Statement mit der Aussage, dass er die Mörder nicht entschuldigen wolle.
Major Gabriel J. Rains, damals befehlshabender Offizier von Fort Humboldt, erstattete seinem Vorgesetzten Bericht, dass eine örtliche Bürgerwehr beschlossen habe, „jeden friedlichen Indianer zu töten – Männer, Frauen und Kinder“. Die Bürgerwehr, die sich selbst die Humboldt Volunteers, Second Brigade nannte, wurde Anfang Februar in Hydesville gegründet, einem der Ranching-Orte im Nongatl-Gebiet. Sie verbrachten den größten Teil des Februars damit, Indianer entlang des Eel River anzugreifen. Sie schickten eine Petition an den Gouverneur von Kalifornien, John G. Downey, in der sie darum ersuchten, die Humboldt Volunteers zu regulärem Sold in den Militärdienst aufzunehmen. Downey lehnte das Ersuchen ab und erklärte, dass die U.S. Army eine weitere Kompanie der regulären Streitkräfte nach Fort Humboldt schicken werde.

## Folgen
Nach Aussagen der Wiyot wurde ihnen nicht gestattet, zur Insel oder ihren anderen Gebieten zurückzukehren, und sie fanden ihr Land häufig gestohlen oder verwüstet vor. Soldaten aus Fort Humboldt nahmen zahlreiche Überlebende im Fort in Schutzhaft und brachten sie später zum Klamath-River-Reservat. In neuerer Zeit haben die Wiyot Teile ihres Lands zurückgekauft, um dort ihre jährliche Welt-Erneuerungszeremonie durchzuführen. 2004 beschloss der Stadtrat von Eureka die Rückgabe eines Teils der Insel, der sich im Besitz der Stadt befand, an die Wiyot. 2019 gab die Stadt auch ihr restliches Land auf der Insel an die Wiyot zurück, wodurch die Wiyot nun Besitzer des größten Teils der Insel sind.